# Karin Eckhold
Karin Eckhold (Hamburg, 1938. január 28. – Hamburg, 2018. július 3.) német színésznő, operaénekesnő (szoprán).

## Filmjei
- I. O. B. – Spezialauftrag (1980–1981, tv-sorozat, 26 epizódben)
- St. Pauli-Landungsbrücken (1981, tv-sorozat, egy epizódban)
- Goldene Zeiten – Bittere Zeiten (1981–1985, tv-sorozat, két epizódban)
- Unheimliche Geschichten (1982, tv-sorozat, egy epizódban)
- Die unsterblichen Methoden des Franz Josef Wanninger (1982, tv-sorozat, egy epizódban)
- Nordlichter: Geschichten zwischen Watt und Wellen (1983, tv-sorozat, egy epizódban)
- Es muß nicht immer Mord sein (1985, tv-sorozat, egy epizódban)
- A klinika (Die Schwarzwaldklinik) (1985–1989, tv-sorozat, 43 epizódban)
- Zerbrochene Brücken (1986, tv-film)
- A vidéki doktor (Der Landarzt) (1987, tv-sorozat, két epizódban)
- Álomhajó (Das Traumschiff) (1987, tv-sorozat)
- Zwei Schlitzohren in Antalya (1991, tv-sorozat)
- Das größte Fest des Jahres – Weihnachten bei unseren Fernsehfamilien (1991, tv-film)
- A keresztpapa (Der Patenonkel) (1992–1999, tv-sorozat, négy epizódban)
- Großstadtrevier (1992–1999, tv-sorozat, négy epizódban)
- Sylter Geschichten (1993, tv-sorozat)
- Immenhof (1994, tv-sorozat, egy epizódban)
- Légifuvarosok (Air Albatros) (1995, tv-sorozat, egy epizódban)
- Sonntags geöffnet (1995, tv-sorozat, egy epizódban)
- Die Geliebte (1996, tv-sorozat)
- Lieber Liebe (1996, tv-film)
- Große Freiheit (1997, tv-sorozat, egy epizódban)
- Heimatgeschichten (1998, tv-sorozat, egy epizódban)
- Kommando Störtebeker (2001, hang)
- A klinika – Húsz év múlva (Die Schwarzwaldklinik – Die nächste Generation) (2005, tv-film)
- Küstenwache (2014, tv-sorozat, egy epizódban)
- SOKO Wismar (2017, tv-sorozat, egy epizódban)